# Le campane sono partite per Roma
Le campane sono partite per Roma (A harangok Rómába mentek) è un film del 1958 diretto da Miklós Jancsó.